# Reaktor prędki
Reaktor prędki, reaktor na prędkich neutronach (i jego podtyp reaktor powielający, ang. fast reactor, FR) – reaktor jądrowy, w którym nie ma moderatora, ponieważ reakcje rozszczepienia wywoływane są przez neutrony prędkie. Jako paliwo jądrowe stosuje się w nich mieszaninę tlenków plutonu i uranu. Paliwo jądrowe musi być silniej wzbogacone, niż paliwo dla reaktorów powolnych. W czasie pracy reaktora z izotopu uranu 238U powstają, w procesie pochłonięcia neutronów i następujących rozpadów beta izotopy plutonu (głównie 239Pu). Pluton może zostać następnie wydzielony i użyty ponownie jako paliwo. Reaktor powielający to reaktor, który wytwarza w ten sposób więcej plutonu, niż go zużywa.
Podobnie jak w zwykłym reaktorze na neutronach termicznych, reakcja podtrzymywana jest przez opóźnione neutrony, emitowane przez produkty rozpadu jąder. Umożliwia kontrolowanie reaktora w taki sam sposób, jak reaktora termicznego, przy pomocy wsuwania i wysuwania prętów z materiału pochłaniającego neutrony.
Reaktory prędkie używają najczęściej ciekłego sodu jako czynnika chłodzącego rdzeń. Woda nie nadaje się jako czynnik chłodzący, ponieważ jest doskonałym spowalniaczem (moderatorem) neutronów.
Praktyczne zastosowanie reaktorów prędkich jest bardzo ograniczone, pomimo teoretycznie znacznie lepszej od reaktorów termicznych ekonomiki (reaktor powielający jest w stanie, startując z tej samej ilości uranu, wyprodukować setki razy więcej energii niż reaktor termiczny). Czynnikami ograniczającymi są przede wszystkim:
- obawy o bezpieczeństwo - ze względu na stosowanie ciekłego sodu, reaktory powielające uważane są za mniej bezpieczne,
  - łączy się to z dużymi kosztami budowy reaktora, gdyż niewiele materiałów jest w stanie oprzeć się jego korodującemu działaniu,
- konieczność stosowania wysokowzbogaconego paliwa, konieczność budowy przy reaktorze zakładu przetwarzania zużytego paliwa i odzyskiwania plutonu,
- związana z powyższym możliwość rozprzestrzeniania broni jądrowej.

Pierwszy na świecie przemysłowy reaktor prędki (БН-350) uruchomiono w Szewczence (Elektrownia jądrowa Aktau) w 1972 (budowę rozpoczęto w 1964), obecnie nieczynny.